# Ларин, Михаил Никанорович
Михаил Никанорович Ларин (16 ноября 1908, Зеленга, Астраханский уезд, Астраханская губерния, Российская империя — 23 декабря 1939, Выборгский район) — советский офицер, отличившийся в боях советско-финляндской войны 1939—1940 гг., Герой Советского Союза (21.03.1940, посмертно). Старший лейтенант.

## Биография

### Происхождение
Родился 16 ноября 1908 года в селе Зеленга Астраханской губернии в семье крестьянина. Русский. В областном центре окончил семилетнюю школу.
С 14 лет работал на рыбных промыслах, затем учился в совпартшколе. Работал пропагандистом райкома комсомола

### Прохождение службы в РККА
В Красной Армии — с 1931 года. Член ВКП(б) с 1932 года. Окончил курсы командиров взводов.
Участник советско-финляндской войны 1939—1940 гг., секретарь партийного бюро 68-го стрелкового полка (70-я стрелковая дивизия, 7-я армия), воинское звание — старший лейтенант.

## Подвиг и гибель
Старший лейтенант М. Н. Ларин отличился в декабре 1939 г. в боях на Карельском перешейке. 23 декабря 1939 года у деревни Тайпасен командир 1-го стрелкового батальона доложил в штаб, что крупные силы финнов начали атаку, и просил помощи. Старший лейтенант Ларин был направлен в батальон.
По прибытии он принял все необходимые меры, и батальон занял твердую оборону. После этого Михаил Ларин направился в отходящую роту, которая в это же самое время была атакована противником с тыла. С группой бойцов из 20 человек и подоспевшим танком Ларин уничтожил противника и начал атаку другой группы финских войск, готовящихся ударить во фланг роты. Советский танк забуксовал и действовать далее не смог. Несмотря на это, стрелковая группа во главе с Лариным уничтожила противника. В этом бою старший лейтенант М. Н. Ларин погиб.

## Место захоронения
Похоронен в городе Сертолово Всеволожского района Ленинградской обл. На мемориальном кладбище установлен обелиск.

## Семья
- Жена Ларина Нина Михайловна;
  - Сыновья — Геннадий и Михаил.

## Награды
За заслуги перед Родиной старшему лейтенанту Михаилу Никаноровичу Ларину было посмертно присвоено звание Героя Советского Союза — 21 марта 1940 года. Также старший лейтенант был награждён орденом Ленина.

## Память
- Именем М. Н. Ларина названа улица в городе Сертолово Ленинградской области[4].
- На одном из домов этой улицы установлена мемориальная доска.